# Barysh
Barysh (en ruso: Барыш) es una ciudad del óblast de Uliánovsk, en Rusia, centro administrativo del raión homónimo. Está situada a orillas del río Barysh (cuenca hidrográfica del Volga) y se encuentra a 111 km (161 km por carretera) al sudoeste de Uliánovsk, la capital del óblast. Su población alcanzaba los 17.43 habitantes en 2009.

## Historia
La primera mención de un asentamiento en el emplazamiento de la actual ciudad pertenece a un documento de la segunda mitad del siglo XVII. El desarrollo económico se inició con el establecimiento de un molino para la elaboración de tejidos en el pueblo de Gurievka en 1826. En 1848 la erección de una fábrica de papel originó el pueblo de Kuroyedovo, más tarde denominado Troitsko-Kuroyedovo. Hacia finales del siglo XIX se edificaron otras fábricas, de modo que el área se convirtió en un pequeño centro industrial en una guberniya de Simbirsk (el nombre de Uliánovsk en aquel momento) predominantemente agrícola.
El 7 de septiembre de 1928, Troitsko-Kuroyedovo se convirtió en el asentamiento de tipo urbano de Barysh. También Gurievka recibió ese estatus. Durante la Segunda Guerra Mundial, fábricas textiles de Vítebsk y Gómel fueron trasladadas aquí.
La ciudad de Barysh nació de la fusión el 22 de diciembre de 1954 de los dos asentamientos de tipo urbano de Barysh y Gurievka.

## Demografía
La situación demográfica de Barysh se deterioró fuertemente en la década de 1990. En 2001, la tasa de natalidad era del 7.1 por mil y la de mortalidad era del 18.3 por mil, lo que resultó en un crecimiento vegetativo con déficit del 11.2 por mil.
| 1959   | 1970   | 1979   | 1989   | 1996   | 2002   | 2009   |
| ------ | ------ | ------ | ------ | ------ | ------ | ------ |
| 17 900 | 20 800 | 20 300 | 20 213 | 21 900 | 18 902 | 17 448 |

## Cultura y lugares de interés
Barysh conserva la iglesia de la Trinidad (1754). En los alrededores, sobre el curso superior del río Málaya Sviyaga, se encuentra el parque de Akshauski, que incluye bosques de pinos, thujas, abetos y alerces.

## Economía y transporte
Barysh cuenta con fábricas de muebles, la fábrica Reduktor (Редуктор), empresas de materiales de construcción y productos alimentarios.
La ciudad se encuentra conectada a la línea ferroviaria que discurre entre Moscú-Riazán-Ruzáyevka-Syzran-Samara.